# سکینه یک
سکینه یک، روستایی از توابع بخش مرکزی شهرستان اهواز در استان خوزستان ایران است.

## جمعیت
این روستا در دهستان اسماعیلیه قرار دارد و براساس سرشماری مرکز آمار ایران در سال ۱۳۸۵، جمعیت آن زیر سه خانوار بوده‌است.